# Timo Sarpaneva
Timo Tapani Sarpaneva (Helsinki, 31 ottobre 1926 – Helsinki, 2 ottobre 2006) è stato un designer e scultore finlandese, tra gli artisti più influenti e tra i principali esponenti dello stile scandinavo. Sarpaneva lavorò principalmente con oggetti di vetro, ma anche con metallo, ceramica, tessuti e legno.

## Biografia

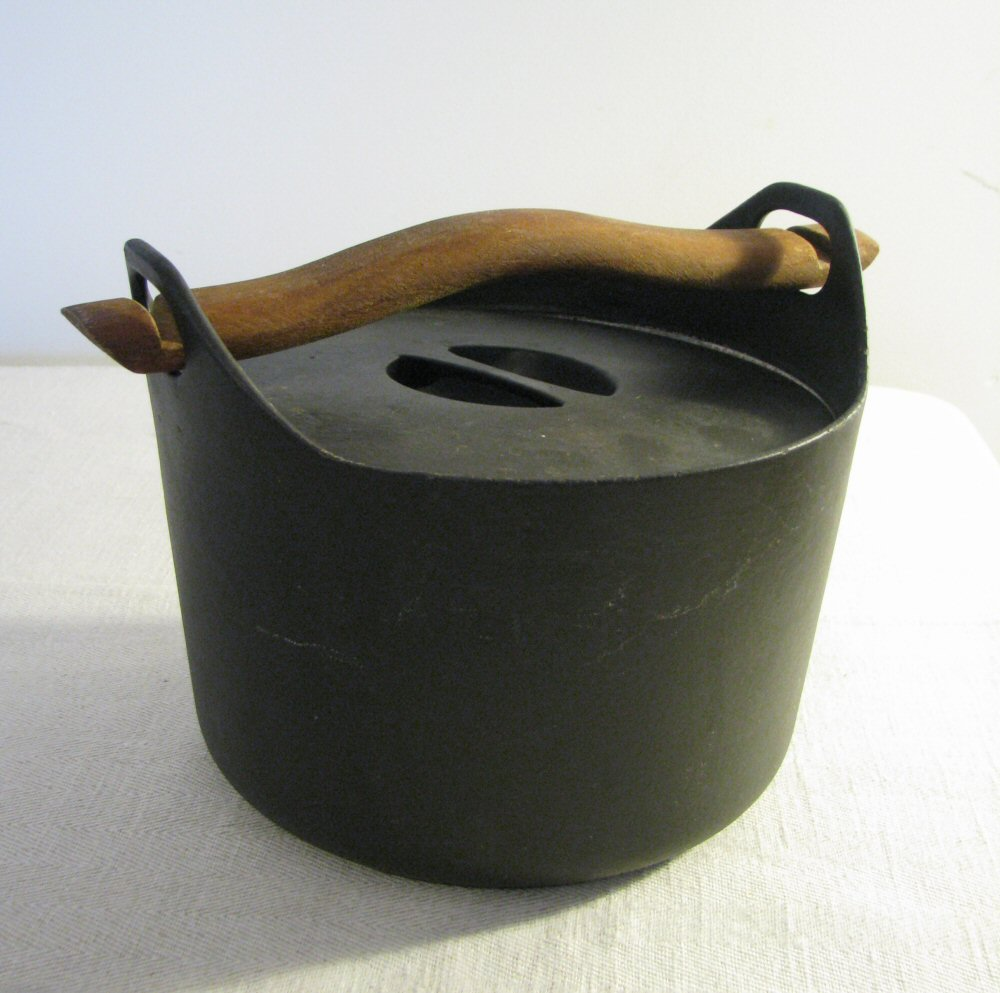
Pentola di Sarpaneva per Iittala (1960.)

Timo Tapani Sarpaneva nacque ad Helsinki il 31 ottobre 1926. Studiò presso l'Istituto di Arti Industriali (Taideteollinen Korkeakoulu) della città, e si laureò nel 1948.
Nel 1950 iniziò a lavorare per Iittala come designer e responsabile della sezione esibizioni. Per Iittala creò il vaso Orchid che, presentato alla Triennale di Milano del 1954, fu acclamato dalla rivista statunitense House Beautiful come "Oggetto più bello dell'anno". Nel 1956 ridisegnò il logo dell'azienda, per il quale ricevette un premio alla successiva Triennale, mentre la pentola con manico di legno presentata alla Triennale del 1960 gli valse la Medaglia d'argento. Le sue opere vennero poi infine esposte al MoMA di New York.
Sarpaneva fu attivo inoltre nel settore tessile. Tra il 1955 e il 1956 fu art director della Pori Puuvilla di Pori, azienda produttrice di cotone. Successivamente collaborò con Tampella per la collezione Ambiente, e dal 1964 al 1972 fu art director di Kinnasand.
Negli anni settanta collaborò con Rosenthal per la linea in porcellana Suomi;  la collezione divenne un successo di critica e di vendita, tanto da essere esposta, nel 1992, al Centro Georges Pompidou di Parigi.
Sarapaneva morì il 2 ottobre 2006 ad Helsinki, all'età di 79 anni, lasciando la moglie Marjetta Svennevig e i quattro figli.

## Riconoscimenti

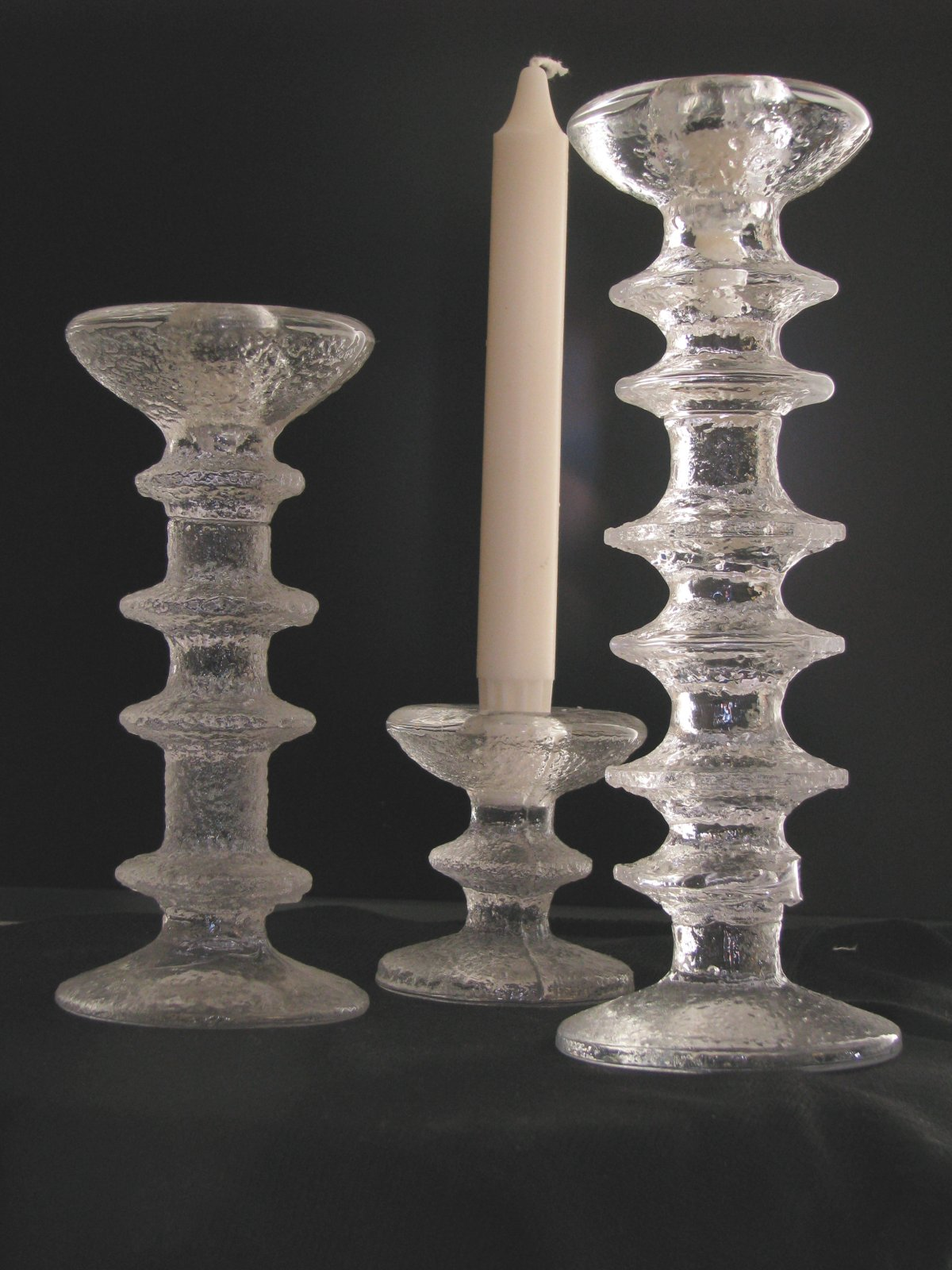
Candeliere Festivo di Sarpaneva per Iittala (1968)

Timo Sarpaneva ha ricevuto i seguenti riconoscimenti:
- Triennale di Milano
  - Medaglia d'argento per Kukko (1951)
  - Grand Prix per la raccolta in vetro (1954), per l'esibizione di architettura (1957) e per una collezione in vetro (1957)
- Premio Lunning (1956)
- Medaglia Pro Finlandia (1958)
- AID award (1962)
- titolo di Honorary Royal Designer for Industry della Royal Society of Arts (1963)
- The Creative Finns exhibition all'Expo in Montreal (1967)
- titolo di Honorary Doctor al Royal College of Art (1967)
- titolo di Professore honoris causa, Academico de Honor Extranjero, Academia de Diseño, presso l'Università di Città del Messico (1985)
- titolo di Honorary Doctor presso l'Università di arte e design di Helsinki (1993).